# Sant’Alessio Siculo
Sant’Alessio Siculo település Olaszországban, Szicília régióban, Messina megyében. Lakosainak száma 1544 fő (2023. január 1.). Sant’Alessio Siculo Casalvecchio Siculo, Forza d’Agrò, Santa Teresa di Riva és Savoca községekkel határos.

## Népesség
A település lakossága az elmúlt években az alábbi módon változott:
| Lakosok száma | 1530 | 1520 | 1544 |
|               | 2017 | 2018 | 2023 |